# Марков, Борис Иванович (подполковник)
Бори́с Ива́нович Ма́рков (1948—2004) — подполковник пограничных войск КГБ СССР, участник войны в Афганистане, кавалер ряда орденов и медалей, в том числе иностранных.

## Биография
Борис Иванович Марков родился 13 января 1948 года в посёлке Пяндж (ныне — город в Хатлонской области Таджикистана) в семье офицера Советской Армии. Окончил среднюю школу. Службу в рядах Вооружённых Сил СССР начал в 1960-е годы. После окончания школы прапорщиков служил в специальных подразделениях по охране представительств Министерства иностранных дел СССР за рубежом, в частности, охранял советское посольство в Пакистане.
С 1970-х годов служил в частях пограничных войск Комитета государственной безопасности при Совете Министров СССР, дислоцированных в Средней Азии, командовал подразделениями в 117-м Московском пограничном отряде и 48-м Пянджском пограничном отряде. Позднее был начальником штаба десантно-штурмовой моторизированной маневременной группы, командовал стрельбищем учебного центра «Халкояр» в Таджикской ССР.
На протяжении практически всего периода участия советских войск в войне в Афганистане Марков служил в пограничных частях в Таджикской ССР, находясь в непосредственной близости от государственной границы Советского Союза с Афганистаном. За девять лет конфликта он со своими бойцами принимал активное участие в 93 боевых операциях. Особенно проявил себя, став командиром Пянджской десантно-штурмовой маневренной группы. Наибольшую известность получил бой за посёлок Пяндж, обстрелянный 8 марта 1987 года силами афганских моджахедов. Несмотря на то, что огонь вёлся с территории сопредельного государства, и приказа открыть огонь не было, Марков, приняв на себя ответственность, приказал развернуть миномётную батарею и открыть ответный огонь. Своевременные и решительные действия командира группы позволили прекратить огонь по населённому пункту и сохранить множество жизней.
После завершения войны в Афганистане Марков был переведён на Западную Украину, где занимал должность старшего офицера по боевой подготовке Львовского пограничного отряда Западного пограничного округа в городе Львове. Закончил службу в звании подполковника. После распада СССР переехал в Белгород, а с 2001 года жил в городе Омске. Скончался 24 марта 2004 года, похоронен на Старо-Северном кладбище Омска.
Был награждён целым рядом советских наград, в том числе орденами Красного Знамени, Красной Звезды и «За службу Родине в Вооружённых Силах СССР» 3-й степеней, медалями «За отвагу» и «За отличие в охране государственной границы СССР», многими другими медалями, а также иностранной наградой — афганским орденом «Звезда» 3-й степени. При жизни имел двух сыновей Маркова Юрия Борисовича и Маркова Романа Борисовича

## Память
- Именем Бориса Маркова названа улица в Центральном округе города Тюмени[4].
- На доме, где жил Марков в городе Белгороде, установлена мемориальная доска.